# Coccinella californica
Coccinella californica – gatunek chrząszcza z rodziny biedronkowatych.

## Taksonomia
Gatunek ten opisany został po raz pierwszy w 1843 roku przez Carla Gustafa Mannerheima. Jako miejsce typowe wskazał on Kalifornię i od niego wywiódł epitet gatunkowy. W 1873 roku George Robert Crotch uznał go za podgatunek Coccinella 5-notata, a rok później za podgatunek Coccinella transversoguttata. Większość autorów uznaje go za odrębny gatunek. Joe Belicek w 1976 roku zsynonimizował z C. californica C. johnsoni, jednak Robert D. Gordon uznał go w 1985 roku za osobny gatunek.

## Morfologia
Chrząszcz o wysklepionym, w zarysie szeroko-owalnym ciele długości od 5,1 do 6,8 mm i szerokości od 4,5 do 6 mm. Głowa jest czarna z dwiema wyraźnie odseparowanymi jasnymi plamkami między oczami. Przedplecze jest na wierzchu czarne z jasnymi plamami w kątach przednio-bocznych; środek jego przedniej krawędzi zawsze pozostaje czarny. Na spodzie przedplecza leży jasna, wydłużona, trójkątna plama brzuszna sięgająca ku tyłowi od 2/5 do 3/4 zasięgu plamy grzbietowej. Pokrywy mają ubarwienie żółtawopomarańczowe do czerwonego z bardzo wąską linią barwy czarnej lub ciemnobrązowej wzdłuż szwu i małą, rombowatą, czarną lub ciemnobrązową plamką przytarczkową. Przedpiersie ma wąski i płaski wyrostek międzybiodrowy z parą żeberek bocznych. Odnóża środkowej i tylnej pary mają po dwie ostrogi na goleni. Pazurki stóp mają duże ząbki. Genitalia samca są symetrycznie zbudowane.

## Występowanie
Gatunek nearktyczny, rozprzestrzeniony wzdłuż pacyficznych wybrzeży Ameryki Północnej. W Kanadzie znany jest z południowo-zachodniej części Kolumbii Brytyjskiej. W Stanach Zjednoczonych zamieszkuje Waszyngton, Oregon i Kalifornię. Zawlekany bywał do Oklahomy, Iowy i Missouri, jednak nie rozmnaża się na wschód od Gór Skalistych.